# كميل ن. جونسون
تولت كاميل نيدو جونسون (من مواليد 12 سبتمبر 1963) منصب الرئيسة العامة لجمعية الإعانة الثامنة عشر لكنيسة يسوع المسيح لقديسي الأيام الأخيرة في أغسطس 2022. وهي كانت قد خدمت كالرئيسة العامة الرابعة عشر لمنظمة الابتدائية للأطفال في الكنيسة من أبريل 2021 إلى أغسطس 2022.

## سيرة شخصية
ولدت جونسون في بوكاتيلو بولاية أيداهو . وحصلت على درجة البكالوريوس في اللغة الإنجليزية عام 1985 من جامعة يوتا ودرجة الدكتوراة في القانون عام 1989 من كلية الحقوق بجامعة يوتا. عمل جونسون محاميةً لأكثر من 30 عامًا كان آخرها مع مكتبة المحاماة سنو وكريستنسن ومارتينو. في حياتها المهنية القانونية، عملت جونسون كمستشارة ومقاضاة في قضايا تشمل إدارة المخاطر ومطالبات التوظيف وقانون معايير العمل العادلة ، وقانون الأمريكيين ذوي الإعاقة، والإبلاغ عن المخالفات، ومراعاة الأصول القانونية ، وفي قانون الدفاع في مجال الصيدلة.

## خدمة كنسية
من عام 2016 إلى عام 2019 ، خدمت جونسون وزوجها بصفتهما قادتيْ البعثة التبشيرية بيرو أريكويبا . في الرئاسة العامة لمنظمة الابتدائية، خدمة سوزان إتش بورتر وإيمي رايت كالمستشارة الأولى والثانية لجونسون، على التوالي.

## الحياة الشخصية
تزوجت جونسون من دوجلاس آر جونسون عام 1987 ولهما ثلاثة أطفال.